# Krempe å
Krempe å (tysk: Krempau og Kremper Au) er en å i det nordlige Tyskland, beliggende i Holsten. Den er biløb til floden Stör i Kreis Steinburg og i Krempermarsch.
Åen strømmer gennem byen Krempe og spillede tidligere en rolle for skibsfart og handel på byen.
53°50′09″N 9°26′10″Ø / 53.8358°N 9.4361°Ø